# Big Nick Nicholas
George Walker "Big Nick" Nicholas (Lansing, 2 augustus 1922 - New York, 29 oktober 1997) was een Amerikaanse jazzsaxofonist en -zanger.

## Biografie
Big Nick Nicholas werkte tijdens de jaren 1940 met Sabby Lewis, J.C. Heard en Lucky Millinder. In 1947 behoorde hij tot de bigband van Dizzy Gillespie. Nicholas had een aandeel met een 16-taktige solo bij de eerste opname van het Afro-Cubaans jazznummer Manteca (1947) van Gillespie. Tijdens deze periode begon hij ook te werken met Hot Lips Page tot 1954. In 1955 speelde hij in de band van Buck Clayton. Bovendien werkte hij met Hank en Thad Jones, Earl Hines en Tiny Bradshaw.
In 1951 speelde hij in het septet van de trombonist Bennie Green en trad hij samen op met Miles Davis, Eddie Lockjaw Davis, Billy Taylor, Charles Mingus en Art Blakey in het New Yorkse Birdland.
In 1983 bracht Nicholas uiteindelijk zijn eerste album Big Nick Nicholas/Big and Warm onder zijn eigen naam uit bij India Navigation. Hij was qua stijl sterk beïnvloed door Coleman Hawkins en Nicholas zelf had invloed op de jonge John Coltrane, die hem ter ere het nummer Big Nick componeerde, dat hij opnam voor de albums Duke Ellington & John Coltrane en Coltrane bij Impulse! Records.

## Overlijden
Big Nick Nicholas overleed in oktober 1997 op 75-jarige leeftijd.